# قرقاول شاخ‌دار بلایث
قرقاول شاخ‌دار بلایث (نام علمی: Tragopan blythii) نام یک گونه از سرده قرقاول شاخ‌دار است.